# Јокосука
Јокосука (јап. 横須賀市) град је у Јапану у префектури Канагава. Према попису становништва из 2005. у граду је живело 426.162 становника.

## Географија
Налази се између Токијског и Сагами залива на полуострву Миура. У близини се налазе градови Јокохама, Миура, Хајама и Зуши.

## Становништво
Према подацима са пописа, у граду је 2005. године живело 426.162 становника.
| 1995.   | 2000.   | 2005.   |
| ------- | ------- | ------- |
| 432.193 | 428.645 | 426.162 |